# Jim Talent
James Matthes Talent, detto Jim (Des Peres, 18 ottobre 1956), è un politico e avvocato statunitense, membro della Camera dei Rappresentanti per lo stato del Missouri dal 1993 al 2001 e senatore dello stesso stato dal 2002 al 2007.

## Biografia
Dopo gli studi alla Università Washington a Saint Louis, Talent si laureò in legge all'Università di Chicago. Nel 1984 sposò Brenda Lee Lyons, dalla quale ebbe tre figli.
Nello stesso anno venne eletto come repubblicano alla Camera dei Rappresentanti del Missouri, dove servì per quattro mandati.
Nel 1992 si candidò alla Camera dei Rappresentanti nazionale e venne eletto, battendo di misura la deputata democratica in carica Joan Kelly Horn. Fu poi riconfermato per altri tre mandati, in uno dei quali sconfisse nuovamente la Horn.
Nelle elezioni del 2000 non si ricandidò al Congresso ma concorse invece alla carica di governatore del Missouri nel 2001, perdendo tuttavia la competizione. Così Talent abbandonò per qualche mese la politica per lavorare come lobbista a Washington.
Nel 2002 si tennero delle elezioni speciali al fine di scegliere una persona che portasse a termine il mandato al Senato di Mel Carnahan, eletto pochi giorni dopo la sua morte e che fino al quel momento era stato sostituito dalla vedova Jean. Talent si candidò per il seggio e sconfisse la Carnahan di appena un punto percentuale.
Alla scadenza del mandato, nel 2006, Talent chiese agli elettori un altro mandato, ma venne sconfitto dalla democratica Claire McCaskill.
A livello ideologico, Talent è un noto conservatore.